# Angle de flèche

L'angle de flèche relativement élevé, noté α sur ce schéma, d'un Boeing 707.

Dans un avion, l'angle de flèche désigne l'angle formé entre le lieu des points situés au quart avant des cordes de profil et le plan transversal de l'appareil. Si ce lieu de points n'est pas une droite (flèche variable), on prend parfois le bord d'attaque comme référence. 

## Historique, intérêt de la flèche
La principale raison de l'adoption d'une aile en flèche est de rendre l'avion apte à voler à une vitesse, plus exactement à un Nombre de Mach plus élevé. Une aile droite, aux vitesses transsoniques, est confrontée à une baisse de portance due à l'effet de la compressibilité de l'air. L'aile en flèche retarde cet effet.

## Flèche nulle ou positive
Pour un avion qui vole en subsonique (Mach < 0,7), la flèche optimale est nulle ou faiblement positive (moins de 5 degrés). Pour un avion plus rapide, la flèche est généralement positive (extrémités dirigées vers l'arrière) :
- pour un avion de ligne dont l'aile est en régime transsonique (Mach 0,75 à 0,86), la flèche est de l'ordre de 25 à 35° ;
- pour un avion supersonique, la flèche est plus importante, généralement de l'ordre de 35° à 45°. Elle peut varier davantage : entre 18° (F-104 à profils ultraminces) et 70° (ailes delta, Concorde).

## Flèche négative ou flèche avant
La flèche est parfois négative sur certains avions :
- pour des raisons d'aménagement cabine et de centrage (par exemple planeurs, avion léger Robin ATL, jets d'affaire HFB 320 Hansajet) et prototype VisionAire Vantage ;
- pour des raisons aérodynamiques, sur certains avions canards ou expérimentaux (Junkers Ju 287, Grumman X-29, Sukhoi Su-47).